# Liste der Naturdenkmale in Kanzem
Die Liste der Naturdenkmale in Kanzem nennt die im Gemeindegebiet von Kanzem ausgewiesenen Naturdenkmale (Stand 3. Juni 2024).

## Naturdenkmale
| Nr.         | Bezeichnung                   | Lage                                               | Beschreibung            | Bild                                    |
| ----------- | ----------------------------- | -------------------------------------------------- | ----------------------- | --------------------------------------- |
| ND-7235-393 | Drei Eichen                   | südlich des Ortes; Abteilung Beim Faswieschen Lage | Quercus sp., drei Bäume | Direkt Bild zu diesem Denkmal hochladen |
| ND-7235-459 | Baumgruppe im Park Le Gallais | Gartenstraße, bei Nr. 12b Lage                     | sechs Bäume             | Direkt Bild zu diesem Denkmal hochladen |